# Восточнословацкий культурный интердиалект
Восточнослова́цкий культу́рный интердиале́кт (также восточнословацкий интердиалект, восточнословацкий культурный диалект, восточнословацкий культурный язык; словац. kultúrna východoslovenčina, kultúrna východná slovenčina, východoslovenská kultúrna slovenčina) — один из трёх региональных вариантов словацкой наддиалектной формы, сформировавшийся в XVI—XVIII веках на территории Восточной Словакии. Наряду с восточнословацким интердиалектом отмечались также такие интердиалектные формации, как западнословацкий и среднесловацкий интердиалекты (в Западной Словакии и Средней Словакии соответственно).
Восточнословацкий интердиалект сложился в результате сложного взаимодействия местных говоров восточнословацкого диалекта и чешского языка. Занимая переходную ступень между чешским литературным языком и восточнословацким диалектом, интердиалект уже не был тождественен диалектной речи, отличаясь от последней структурой и областью функционирования. Для подобных переходных формаций, употреблявшихся в период до кодификации словацкого литературного языка, в словацкой лингвистической литературе применяется термин «культурный язык» (словац. kultúrna slovenčina), в традиции советской и российской лингвистики эти переходные формации называют «интердиалектами» или «культурными интердиалектами».
Образование восточнословацкого интердиалекта представляло собой стихийный процесс формирования местной надрегиональной формы. Ему предшествовал процесс усиления междиалектных контактов носителей говоров восточнословацкого диалекта, в результате которого происходило взаимопроникновение диалектных черт и складывалась смешанная разговорная формация. На основе народно-разговорной речи с активным включением в неё элементов чешского литературного языка формировался восточнословацкий культурный язык, вошедший в обиход образованной части населения Восточной Словакии.
Использовавшийся первоначально как средство устного общения восточнословацкий интердиалект постепенно стал проникать из устной сферы в словацкую письменность. В XVIII веке на языке, в основе которого лежали восточнословацкие диалектные и интердиалектные формы, уже издавались книги с применением венгерской орфографии. Письменные тексты, созданные на восточнословацком интердиалекте, в большей мере отражают местные диалектные особенности, нежели тексты на западнословацком и среднесловацком культурных языках. Восточнословацкий интердиалект включал меньшее число богемизмов, при этом его отличием было наличие польских и, реже, украинских (русинских) заимствований.

## История
Развитие интердиалектной формации в Восточной Словакии в ряде случаев отличалось от развития западнословацкого и среднесловацкого культурных интердиалектов. Это было связано прежде всего с меньшей интеграцией восточных областей с остальной территорией Словакии. В середине XV века в период пребывания войск Яна Искры в Восточной Словакии заметно расширилось использование чешского литературного языка, а после его ухода из Словакии распространение чешского снизилось. Письменный памятник конца XV века — письмо разбойников Ф. Головатого городскому совету города Бардеёв — написан на восточнословацком диалекте, смешанном с польскими и русинскими языковыми элементами. Восточнословацкий культурный интердиалект формируется на рубеже XVI—XVII веков, испытывая сильное влияние местных говоров. Встречаются в этот период также памятники с влиянием польского языка, прежде всего на территориях, граничащих с польскими землями. Данное влияние было обусловлено давними экономическими связями Восточной Словакии с соседними областями Польши. Так же, как и в Западной и Восточной Словакии от латинского или немецкого словаки с XV века всё чаще переходили к литературно-письменному языку, который им был более понятен — к чешскому, так и в Восточной Словакии местное население стало выбирать близкородственный польский литературный язык. В то же время польский язык употребляется в Восточной Словакии в качестве письменного спорадически и не на всей территории Восточной Словакии.